# Högaborg (naturreservat)
Högaborg är ett naturreservat i Tomelilla kommun i Skåne län.
Området är naturskyddat sedan 2001 och är 17 hektar stort. Reservatet består av betesmark med enstaka träd och några smådammar som rymmer ett rikt grodliv. Här finns bland annat den ovanliga lökgrodan.